# Pleurothallis sandemanii
Pleurothallis sandemanii är en orkidéart som beskrevs av Carlyle August Luer. Pleurothallis sandemanii ingår i släktet Pleurothallis och familjen orkidéer. Inga underarter finns listade i Catalogue of Life.